# Оруч паша хамам
Хамамът на Оруч паша (на турски: Oruç Paşa Hamami или Fısıltı Hamami), известен на гръцки като Банята на шепота или на любовта (на гръцки: Λουτρά των Ψιθύρων, Λουτρά του Έρωτα), е османска баня от 1398-1399 година край Луда река, Димотишко, Гърция.
Според османиста Махиел Кийл, този хамам е една от най-ранните османски бани в Гърция (Димотика е превзет от Мурат I през 1361 година). Входът в банята от северозападната страна води до съблекалня с размери 5.10x5,00m. В банята има две отделения - хладно и горещо. Според османския пътеписец Евлия Челеби зидарията съдържала глинени канали, така че звуците от „горещата“ секция се чували в другата. Ето защо банята също се нарича Банята на шепота или на любовта, защото влюбените от двете отделения са можели да си общуват свободно.
Тези хамам е действал до началото на XX век и днес се счита за една от най-старите оцелели османски бани в Европа. На 14 март 2011 година е подписано споразумение между Гърция, България и Европейския съюз за възстановяването на този паметник, както и на банята в Свиленград.